# Леушинська (Виноградовський район)
Леушинська (рос. Леушинская) — присілок в Виноградовському районі Архангельської області Російської Федерації.
Населення становить 12 осіб. Органом місцевого самоврядування до 2021 року було Борецьке муніципальне утворення.

## Історія
Від 1937 року належить до Архангельської області.
Від 2004 року належить до муніципального утворення Борецьке муніципальне утворення.

## Населення
| 2002 | 2010 | 2012 |
| ---- | ---- | ---- |
| 15   | ↗16  | ↘12  |